# Wanewan
Wanewan – wieś w Armenii, w prowincji Gegharkunik. W 2011 roku liczyła 367 mieszkańców.